# يوحنا هيدلاند
يوحنا هيدلاند (بالإنجليزية: John Hedlund)‏ (16 مارس 1962 بباي شور في الولايات المتحدة - ) هو مدرب كرة قدم ولاعب كرة قدم أمريكي في مركز الدفاع. لعب مع New York Express ‏.